# 떠돌이 행성

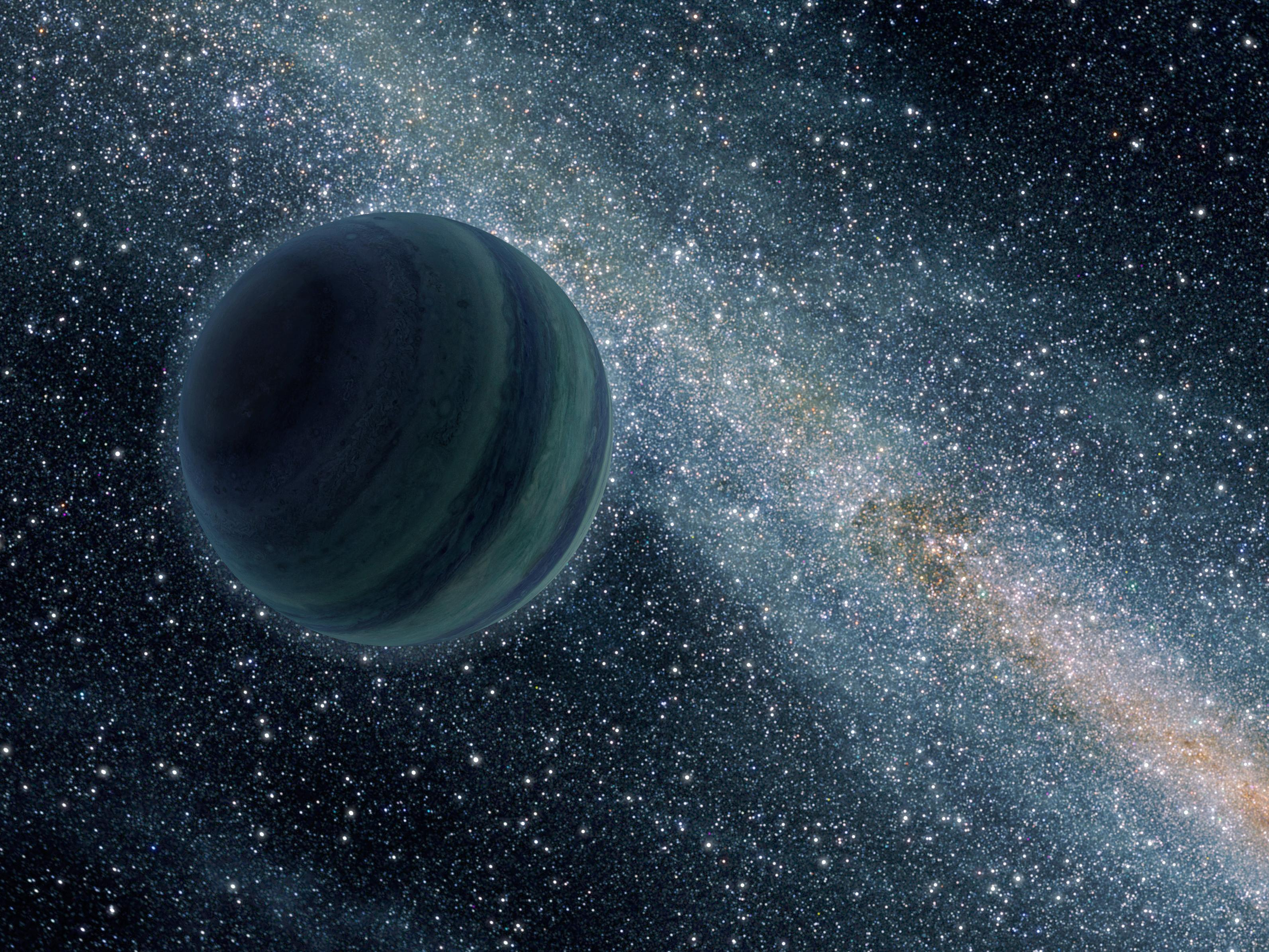
목성 정도 질량의 떠돌이 행성을 상상한 천체 예술가의 작품.

떠돌이 행성(-行星, Rogue planet) 또는 성간 행성(星間行星) 유목민 행성(遊牧民行星), 자유 부동 행성(自由浮動行星), 고아 행성(孤兒行星), 나홀로 행성은 행성과 유사한 질량을 지니고 있으나, 어떤 항성 또는 갈색 왜성의 중력에도 속박되어 있지 않아서 우주 공간을 독립하여 움직여 다니는 행성급 천체를 일컫는 단어이다. 여기에서 우주 공간을 독립적으로 움직인다는 것은 이 별이 은하 중심에 대하여 홀로 공전한다는 뜻도 된다. 떠돌이 행성은 어머니 천체의 중력에 묶여 있다가 내쳐져 나온 경우도 있고, 애초에 성간 구름 질량이 뭉쳐 항성이나 갈색 왜성처럼 홀로 태어나는 경우도 있을 것으로 추측된다. 천문학자들은 앞의 두 경우를 모두 '떠돌이 행성'이라고 간주하는데, 이는 행성의 정의(定義)란 관측된 현재 상태에 따라야지 어떻게 태어났는지에 따르면 안 된다는 이유 때문이다.
지금까지 발견된 것들 중 가장 가까운 떠돌이 행성은 지구로부터 약 100광년 떨어져 있다.

## 준갈색왜성
행성급 천체 중 질량이 큰 것들은 처음 태어났을 때부터 더 큰 누군가에게 속박된 것이 아니라 마치 갈색 왜성처럼 질량이 뭉쳐 태어났고 이후 현재까지 우주 공간을 떠돌아 다니고 있을 것으로 추측한다. 국제 천문 연맹은 이런 천체들을 준갈색왜성으로 명명할 것을 제안한 바 있다.
준갈색왜성의 대표적인 예로 Cha 110913-773444를 들 수 있는데, 어머니 천체로부터 탈출했거나 혹은 애초에 홀로 태어났을 것으로 보인다.

## 참고 문헌
1. ↑  Orphan Planets: It's a Hard Knock Life, Space.com, 2013.1.19.확인
2. ↑  Free-Floating Planets – British Team Restakes Dubious Claim, Space.com, 2013.1.19.확인
3. ↑  Orphan 'planet' findings challenged by new model 보관됨 2009-03-22 - 웨이백 머신, NASA Astrobiology, 2013.1.19.확인
4. ↑  Astronomers spy a planet untethered to any star; there may be many more, Washington Post, 2012-11-19. 2013-01-19 확인.
5. ↑  Working Group on Extrasolar Planets – Definition of a "Planet" 보관됨 2006-09-16 - 웨이백 머신 POSITION STATEMENT ON THE DEFINITION OF A "PLANET" (IAU)
6. ↑  “Rogue planet find makes astronomers ponder theory”. 2008년 11월 5일에 원본 문서에서 보존된 문서. 2013년 1월 19일에 확인함.

## 같이 보기
- 행성
- 외계행성